# Ораз-Аул
Ораз-Аул — село (аул) в Шелковском районе Чеченской Республики. Образует Ораз-Аульское сельское поселение.

## География
Расположено в 8 км северо-восточнее станицы Червлённой, вдали от крупных транспортных магистралей. Населённый пункт находится в полупустынной зоне Шелковского района и является центром сети просёлочных дорог, соединяющих расположенные в окрестностях Ораз-Аула стоянки с кошарами для скота, колодцами и водохранилищами. Некоторые из них имеют названия — МТФ Баклажкин, кошара Власова, урочище и кошара Карагалы, кошара Урзаликен, кошара Чёрная Яма.
Между Ораз-Аулом и Червлённой располагается виноградник. Северо-западнее населённого пункта имеется памятник природы — Арнаутская сосновая роща, обладающая статусом особо охраняемой природной территории республиканского значения.

## Население
| 1990 | 2002 | 2010 | 2012 | 2013 | 2014 | 2015 |
| ---- | ---- | ---- | ---- | ---- | ---- | ---- |
| 1081 | ↘418 | ↘303 | ↘299 | ↘279 | ↗291 | ↘284 |
| 2016 | 2017 | 2018 | 2019 | 2020 | 2021 | 2023 |
| ↗290 | ↗295 | ↗300 | ↘291 | ↗297 | ↘291 | →291 |
| 2024 |      |      |      |      |      |      |
| ↘286 |      |      |      |      |      |      |

На 1 января 1990 года в селе Луговое Червлёнского сельсовета (центр — станица Червлённая) проживал 1081 человек наличного населения.
Национальный состав
По данным переписи 2002 года, в селе проживало 418 человек (212 мужчин и 206 женщин), 55 % населения составляли ногайцы, 42 % — чеченцы.
По данным переписи 2010 года:
| Народ   | Численность, чел. | Доля от всего населения, % |
| ------- | ----------------- | -------------------------- |
| ногайцы | 210               | 69,3 %                     |
| чеченцы | 86                | 28,4 %                     |
| другие  | 7                 | 2,3 %                      |
| всего   | 303               | 100 %                      |

## Улицы
| Название      | Тип      |
| Мира          | улица    |
| Садовый       | переулок |
| Эсмухамбетова | улица    |